# Дерзкий Сокол
«Дерзкий Сокол» (англ. The Gay Falcon) — детективный фильм с элементами комедии режиссёра Ирвинга Рейса, который вышел на экраны в 1941 году. Это первый из 16 фильмов о детективе-любителе по прозвищу Сокол.
Фильм рассказывает о дамском угоднике и детективе-любителе Гэе Лоуренсе (Джордж Сэндерс), он же Сокол, который по просьбе своей невесты (Нина Вэйл) устраивается на работу биржевым маклером. Вскоре на него выходит Хелен Рид (Венди Барри), секретарша влиятельной дамы, организующей светские мероприятия, с просьбой обеспечить охрану ценного бриллианта во время предстоящего благотворительного бала. После того, как владелицу бриллианта убивают, а сам камень оказывается у Сокола, он решает вернуться к детективной деятельности и найти убийцу. Работая вместе с Хелен и своим недалёким остроумным напарником Голди (Аллен Дженкинс), Сокол после серии приключений раскрывает группу мошенников, которые с сговоре со светскими дамами имитировали похищение дорогих украшений ради получения страховки.
Фильм получил хорошие оценки критики как достойное развлечение, удачно сочетающее детективный сюжет с юмором. Была также отмечена актёрская игра Сэндерса, Дженкинса и Барри.

## Сюжет
В Нью-Йорке детектив-любитель и известный дамский угодник Гэй Лоуренс (Джордж Сэндерс), известный как Сокол, по настоятельной просьбе своей невесты Элинор Бенфорд (Нина Вэйл) нехотя соглашается отказаться от обоих своих любимых занятий. Сменив род деятельности, Сокол вместе со своим недалёким, но остроумным подручным Джонатаном «Голди» Локком (Аллен Дженкинс) без особого энтузиазма становится биржевым маклером на Уолл-стрит, однако занимается в основном тем, что разглядывает девушек в окне напротив. Элинор навещает Сокола в офисе, предлагая пойти на светский благотворительный бал, который устраивает влиятельная дама Максин Вуд (Глэдис Купер), где он мог бы познакомиться с потенциальными клиентами. Однако Сокол явно не хочет туда идти, вместо этого уговаривая невесту посидеть вдвоём в тихом французском ресторанчике. Вернувшись после работы домой, Сокол застаёт там Хелен Рид (Венди Барри), молодую привлекательную секретаршу миссис Вуд, которая пришла по поручению своей начальницы. Как она рассказывает, в последнее время на званых вечерах, организацией которых занимается Вуд, произошло несколько краж драгоценностей, и в этой связи она особенно обеспокоена за судьбу очень дорогого бриллианта своей гостьи Веры Гарднер (Люсиль Глисон), который та намеревается надеть на предстоящий бал. Мгновенно изменив своё решение, Сокол звонит невесте и, извинившись, предлагает пойти на бал к Максин Вуд.
На балу Элинор быстро понимает, почему Сокол решил прийти вечеринку, когда тот сразу же забывает про неё и переключает своё внимание на Хелен. В отместку она приглашает на танец молодого красавца Мануэля Ретану (Турхан Бей). Когда Сокол начинает танцевать с Хелен, Элинор в порыве ревности вырывает из петлицы у Ретаны цветок, швыряя его в лицо Сокола. Тот спокойно поднимает с пола цветок и вставляет его в свою петлицу. Сразу после этого немолодая Вера Гарднер приглашает Сокола на танец, в ходе которого, к большому его недоумению, незаметно кладёт ему в карман свой бриллиант, а затем выходит из зала, загадочно говоря, что через пять минут поднимет шум. Однако, как только она удаляется в соседнюю комнату, оттуда доносится звук выстрела, и вбежавшие туда гости видят, что миссис Гарднер застрелена. За сохранностью драгоценностей на балу наблюдали двое полицейских детективов, Бейтс (Эдвард Брофи) и Граймс (Эдди Данн), которые заходят в комнату как раз в тот момент, когда туда через окно залезает Голди, который не захотел платить 100 долларов за пригласительный билет.
Полицейские задерживают Голди по подозрению в убийстве и доставляют его в участок. Ему на выручку приезжает Сокол, который убеждает инспектора Майка Уолдека (Артур Шилдс) отпустить Голди, поскольку бриллианта при нём не было. Значит, как объясняет Сокол инспектору, убийство Веры совершил кто-то другой, кто и похитил бриллиант. Голди видел этого человека и сможет узнать его в лицо, и потому Сокол просит дать им возможность вдвоём отправиться на поиски преступника. Забрав по дороге Хелен, они приезжают для разговора домой к Максин. Сокол и Хелен поднимаются в квартиру, оставив Голди в автомобиле. Сокол излагает Максин свою версию произошедшего, предполагая, что миссис Гарднер была каким-то образом связана с бандой воров драгоценностей. Тем временем в магазинчике, куда зашёл Голди, чтобы поиграть в пинбол, к нему подходит некий Ноэль Вебер (Дэмиан О’Флинн), который убил Веру Гарднер. Угрожая оружием, Вебер увозит Голди на свою квартиру и связывает его, после чего требует позвонить Соколу и предложить обменять свою жизнь на бриллиант. Когда Голди ещё только набирает номер телефона, Вебера кто-то убивает. Вскоре появляется полиция, которая снова задерживает Голди, который во второй раз оказался единственным на месте убийства.
К этому времени Сокол уже понимает, что миссис Гарднер замешана в «краже» своего бриллианта, предположительно, ради получения страховки. А цветок, который случайно оказался у него в петлице, был сигналом, указывающим, кому Гарднер должна была передать бриллиант. То есть, по первоначальному замыслу, это должен был быть Ретана. Дома Сокола встречает детектив Бейтс, сообщая, что Голди задержан по подозрению в убийстве, и инспектор Уолдек просит Сокола срочно приехать в участок. Сокол однако ускользает от Бейтса, и на следующее утро, переодевшись бродягой, подлавливает Элинор у её дома и пытается извиниться за то, что прошлым вечером уехал с Хелен. Когда Сокол предлагает ей встретиться вечером, она холодно заявляет, что вечером у неё свидание с Ретаной, а Сокола она видеть больше не желает.
После этого, намереваясь прояснить роль Ретаны в этом деле, Сокол вместе с Хелен проникает в его квартиру, устраивая обыск. В этот момент возвращается Ретана, и, увидев, что в его квартире кто-то побывал, открывает тайный шкафчик и что-то проверяет. Видя это из укрытия, Сокол после ухода Ретаны, открывает шкафчик и извлекает оттуда пистолет, который забирает Хелен. Затем Сокол направляется в морг, чтобы осмотреть тело Вебера, узнавая в нём человека с фотографии в квартире Ретаны, где Вебер и Ретана сфотографированы вместе. Тем временем в участке полиция допрашивает Голди. Неожиданно там появляется Хелен, стреляет из пистолета в потолок, после чего заявляет, что это она застрелила Вебера. Проверив пистолет, полиция приходит к заключению, что именно он был орудием убийства. После этого Хелен сообщает, что пистолет был найден у Ретаны, который в данный момент ужинает в клубе с Элинор.
Узнав об этом, Сокол срочно звонит в клуб Элинор, предупреждая её о том, что Ретана является убийцей, и скоро появится полиция, чтобы арестовать его. Элинор однако делает вывод, что Сокол пытается из ревности разрушить её свидание, и вместо того, чтобы тихо уйти, пересказывает свой разговор Ретане. Тот быстро собирается и уходит, направляясь в квартиру Сокола, где связывает его слугу Джерри (Вилли Фанг) и, когда Сокол возвращается, требует бриллиант, угрожая пистолетом. Вскоре входная дверь приоткрывается, и Ретана, опасаясь, что это может быть полиция, убегает. Между тем в квартиру входит Хелен. Тем временем Элинор задерживают в клубе и доставляют в участок, откуда она звонит Соколу. Он просит передать трубку инспектору Уолдеку, которого просит придержать пока Элинор у себя. Самого же инспектора Сокол просит приехать на квартиру Максин Вуд, где он будет его ждать. Во время беседы с Соколом и инспектором Максин заявляет, что в последнее время неоднократно получала угрозы и сейчас опасается за свою жизнь. Ради её безопасности Сокол и Уолдек решают провести ночь в её гостиной, а она тем временем направляется спать. Некоторое время спустя Ретана проникает через окно в спальню Максин и начинает её душить. Услышав шум, Сокол и Уолдек врываются в комнату, где становятся свидетелями того, как Ретана вдруг падает без сознания и умирает. Подойдя к кровати Максин, Сокол замечает на ковре только что использованный шприц. Хотя Уолдек полагает, что Ретана покончил жизнь самоубийством, Сокол заявляет, что это Максин убила Ретану, останавливая её в тот момент, когда она пытается наступить на шприц и уничтожить улику.
Далее Сокол рассказывает, что Максин, которая была женой Вебера, смогла занять положение в нью-йоркском обществе как организатор светских балов. После этого вместе с мужем она организовала преступную группу, которая имитировала кражи драгоценностей у светских дам с финансовыми проблемами, на самом деле вступая с ними в сговор ради получения страховки. Ретана был третьим членом преступной группы, однако Веберы решили обмануть его с бриллиантом, и когда он узнал об этом, то убил Вебера и собирался убить Максин, однако она опередила его. Сокол говорит, что стал подозревать Максин после того, как Вебер захватил Голди в зале для пинбола, так как о его местонахождении в тот момент не знал никто, кроме Максин. После этого все приезжают в полицейский участок, где полиция выпускает Элинор. Поняв наконец, в чём было дело, она уже готова простить Сокола, но в этот момент в участке появляется молодая привлекательная женщина, которая просит Сокола заняться её делом.

## В ролях
- Джордж Сэндерс — Гэй Лоуренс, Сокол
- Венди Барри — Хелен Рид
- Аллен Дженкинс — Джонатан «Голди» Локк
- Нина Вэйл — Элинор Бенфорд
- Глэдис Купер — Максин Вуд
- Эдвард Брофи — детектив Бейтс
- Артур Шилдс — инспектор Майк Уолдек
- Дэмиан О’Флинн — Ноэль Вебер
- Турхан Бей — Мануэль Ретана
- Эдди Данн — детектив Граймс
- Люсиль Глизон — Вера Гарднер
- Уилли Фанг — Джерри

## Создатели фильма и исполнители главных ролей
Как отмечает историк кино Джереми Арнольд, создателем образа Сокола был британский писатель армянского происхождения Майкл Арлен, имя которого при рождении Тигран Гуюмджян (англ. Dikran Kouyoumdjian, арм. Տիգրան Գույումճյան). Он родился в 1895 году в Болгарии, но в шестилетнем возрасте переехал с родителями в Великобританию. Так и не закончив медицинский факультет Эдинбургского университета, Майкл решил стать писателем и переехал в Лондон. В 1928 году Арлен переехал в Канны, где женился на греческой графине Аталанте Меркати (англ.  Atalanta Mercati). Впоследствии он жил в Великобритании и в США, умерев в 1956 году в Нью-Йорке. Наряду с написанием книг Арман участвовал в создании сценариев 27 фильмов. По роману Арлена «Зеленая шляпа» было поставлено два фильма, первым из которых был знаменитый фильм с Гретой Гарбо под названием «Женщина дела» (1928). Другими известными фильмами по сценариям Арлена были «Золотая стрела» (1936) с Бетт Дейвис, «Мисс Паркингтон» (1944) с Грир Гарсон и «Райское тело» (1944) с Хэди Ламарр. «Дерзкий Сокол» был первым из тринадцати фильмов, основанных на персонаже, созданном Арленом и произведённых студией RKO.
Ирвинг Рейс в период с 1922 по 1952 год поставил двадцать фильмов, среди которых три детектива о Соколе 1941—1942 годов, мелодрама «Большая улица» (1942), фильм нуар «Катастрофа» (1946), эксцентрическая комедия «Холостяк и девчонка» (1947), мелодрама «Очарование» (1948) и нуаровая драма «Все мои сыновья» (1948).
На счету актёра Джорджа Сэндерса роли в таких престижных фильмах, как «Ребекка» (1940), «Иностранный корреспондент» (1940), «Портрет Дориана Грея» (1945), «Хэнговер-сквер» (1945), «Призрак и миссис Мьюр» (1947) и «Выстрел в темноте» (1964). В 1951 году Сэндерс завоевал премию «Оскар» за роль второго плана в фильме «Всё о Еве» (1950). В 1938—1941 годах Сэндерс сыграл в пяти фильмах главную роль детектива по прозвищу Святой, а в 1941—1942 годах — в четырёх фильмах детектива по прозвищу Сокол.
Венди Барри исполнила заметные роли второго плана в таких фильмах, как «Частная жизнь Генриха VIII» (1933), «Тупик» (1937), «Собака Баскервилей» (1939) и «Пятеро вернувшихся назад» (1939). В 1939—1941 годах она сыграла в трёх фильмах о Святом, а в 1941—1942 года — в двух фильмах о Соколе.
Помимо этой картины Венди Барри и Джордж Сандерс снялись вместе в фильмах «Святой наносит ответный удар» (1939), «Святой берёт верх» (1940) и «Святой в Палм-Спрингс» (1941), а также в фильме «Свидание с Соколом» (1942).
Также в фильме сыграла 53-летняя Глэдис Купер, которая «давным-давно прославилась как лучшая пинап-девушка Англии времен Первой мировой войны и главная театральная актриса 1920—1930-х годов». В 1940 году она переехала в Голливуд, где, по словам Арнольда, начала «играть достойные характерные роли во множестве первоклассных фильмов». Она быстро получила свою первую из трех номинаций на премию «Оскар» за лучшую женскую роль второго плана в фильме «Вперёд, путешественник» (1942), в котором она была незабываема в роли матери Бетт Дейвис.

## История создания фильма
Историк кино Джереми Арнольд пишет, что «Дерзкий Сокол» стал первым из шестнадцати фильмов о галантном сыщике-любителе по прозвищу Сокол, образ которого впервые появился в рассказе Майкла Арлена 1940 года «Гэй Фалкон» (англ.  Gay Falcon), В этом рассказе героя звали Гэй Фалкон. Однако для фильма киностудия RKO Pictures переименовала его в Гэя Лоуренса, сохранив имя Фалкон (в переводе — Сокол) в качестве его «прозвища, которое ни разу не объясняется на экране ни в одном из фильмов». Как полагает Арнольд, студии RKO Pictures просто понадобилось прозвище, похожее на «Святой». В роли детектива по прозвищу Святой зрители уже видели Сэндерса в пяти фильмах категории В, снятых на студии RKO, начиная с 1938 года.
По словам Арнольда, идея киносериала о Соколе возникла на студии RKO после того, как у неё появились проблемы с Лесли Чартерисом, автором книг о Святом. Чартерис был недоволен тем, как студия экранизировала его рассказы, особенно тем, как Сэндерс играл его персонажа, и громко выражал свой протест. Согласно сообщению «Голливуд Репортер» от февраля 1941 года, после этого студия RKO решила перенести съёмки своего сериала о Святом в Лондон и набрать для него совершенно новый актёрский состав. Одновременно она начала искать нового детективного персонажа, которого мог бы сыграть бывшая звезда Святого Джордж Сэндерс, которого RKO взяла в аренду у студии Twentieth Century Fox. В марте 1941 года RKO купила права на рассказ Арлена и начала новый сериал с Сэндерсом, поручив Линн Рут и Фрэнку Фентону работу над сценарием.По словам Арнольда, в оригинальном рассказе Арлена Сокол был более крутым и жёстким, чем его представили на экране.
По мнению Арнольда, «на самом деле между фильмами о Святом и о Соколе не было никакой существенной разницы, кроме названия». Даже Венди Барри, партнёрша Сэндерса по фильму «Дерзкий Сокол», ранее снялась в трех фильмах о Святом. Как далее пишет киновед, вероятно, чтобы сохранить новый проект в секрете от Чартериса, студия дала ему рабочее название «Знакомьтесь с Викингом». Однако, когда Чартерис узнал об этом, то пришел в ярость. Позднее он заявил, что студия RKO рекламировала Сокола «настолько бесстыдно, что у многих зрителей могло сложиться впечатление, что они все ещё получают Святого. Я подал на них иск за недобросовестную конкуренцию». Как пишет Арнольд, RKO урегулировала дело с Чартерисом во внесудебном порядке, окончательно выйдя из этого дела после продажи в 1943 году студии Republic Pictures прав на распространение в США последнего фильма серии «Святой встречает Тигра» (1941).
Историк кино Хэл Эриксон придерживается мнения, что причина появления нового киносериала заключалась в цене — «когда права на экранизацию сериала о Святом оказались слишком дорогими, чтобы продлевать их, RKO придумала похожий сериал о Соколе, и даже пригласила Джорджа Сэндерса на роль нового детектива-джентльмена студии».
Хотя в этом фильме табличка на двери офиса Гэя гласит, что его фамилия «Laurence», однако в рецензиях и последующих фильмах его имя пишут «Lawrence».
Фильм вышел в прокат 24 октября 1941 года
Как отмечено в информации о фильме Американского института киноискусства, после выхода этой картины Лесли Чартерис, создавший образ Святого, подал в суд на RKO на том основании, что «Сокол был переодетым Святым».
В первых четырех фильмах о Соколе его роль сыграл Сэндерс, а в остальных фильмах главную роль детектива исполнил Том Конуэй, брат Сэндерса в реальной жизни. Его персонажа звали Том Лоуренс, и он был братом Гэя. В 1948—1949 годах независимая продюсерская компания Falcon Productions, Inc. купила права на образ Сокола и выпустила ещё три фильма с Джоном Калвертом в главной роли.
С 1954 по 1955 год Чарльз Макгроу сыграл детектива Майка Уоринга по прозвищу Сокол в тридцати девяти эпизодах телесериала «Приключения Сокола».

## Оценка фильма критикой

### Общая оценка фильма
После выхода картины журнал Variety дал ему высокую оценку, написав, что «режиссёр Ирвинг Рейс максимально эффективно использовал напряженные моменты и комедийные ситуации, а сценаристы проделали умелую работу».
По мнению Джереми Арнольда, этот фильм, как и остальные фильмы о Святом и о Соколе, представляет собой «короткое, приятное развлечение». Как полагает современный киновед Крейг Батлер, этот фильм «положил прекрасное начало серии фильмов о Соколе». Батлер также указывает на то, что он «криминально похож на предшествовавший ему детективный сериал о Святом, но если не обращать внимания на сходство, то Сокол довольно забавен». Как далее пишет критик, «конечно, нельзя сказать, что это ужасно оригинально или изобретательно. Тайна, лежащая в основе этого сюжета, не так интригующа, как хотелось бы, и сценаристы нечестно играют со зрителями, утаивая некоторую информацию, которая помогает определить злодея». Однако актёрский текст написан «живо и энергично», что особенно заметно, «когда его произносит Джордж Сэндерс в своем неподражаемом стиле — стиле, состоящем из двух частей уксуса и трех частей вермута, причем всё это очень определенно перемешивается самым восхитительным образом, но не взбалтывается». Как заключает Батлер, «даже несмотря на то, что режиссура Рейса не более чем надёжна, а сюжет кое-где провисает, всё равно это хорошая детективная забава из мира высшего общества».

### Оценка актёрской игры
По мнению Батлера, «Сандерс прекрасно справляется со своей ролью, применяя самый лёгкий стиль, и это именно то, что требуется. У него огромная поддержка со стороны замечательной Глэдис Купер, а Венди Барри восхитительна со своими остротами».
Джереми Арнольд полагает, что «характерный актер Аллен Дженкинс затмевает всех всякий раз, когда появляется на экране в этом фильме в роли остроумного приятеля (подобные роли ему приходилось играть фильм за фильмом)». Как позднее говорил Дженкинс, «я снялся в 178 фильмах, в которых я был неудачником, но симпатичным. Всегда симпатичным. Я был глуп и очарователен».
Как далее пишет Арнольд, «как бы хорош он ни был в роли Святого и Сокола, Джорджу Сэндерсу не нравилось играть этих детективных персонажей, считая эти роли ниже своего уровня». В итоге, RKO Pictures позволила ему сбежать после четвертого фильма «Брат Сокола» (1942), в котором Сокол был убит только для того, чтобы его заменил его брат, которого сыграл реальный брат Сандерса Том Конуэй, который сыграл Сокола ещё в девяти картинах.